# Dieter Stegmann

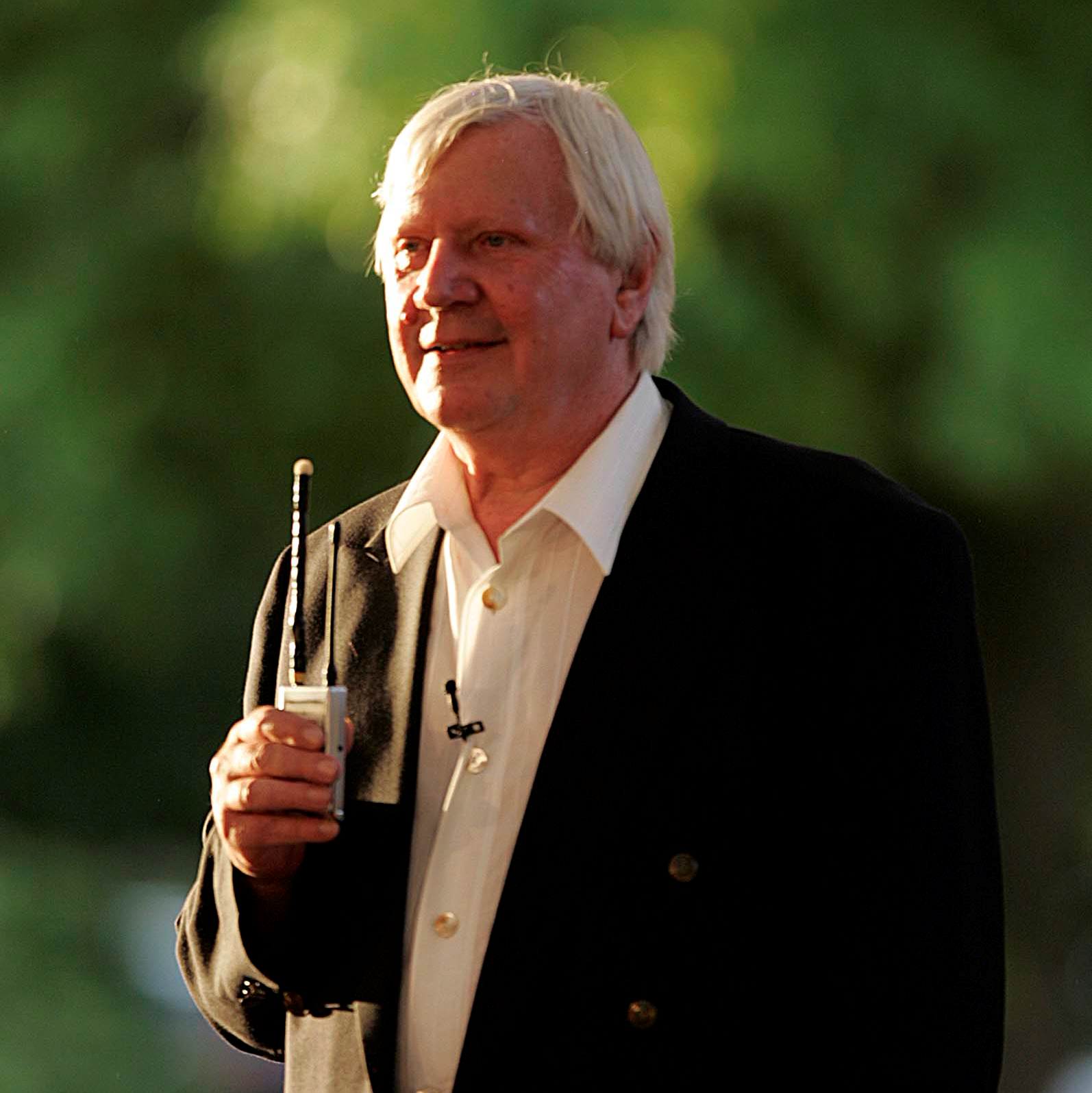
Dieter Stegmann 2005 bei einer Ansprache in Hanau

Dieter Stegmann (* 6. Dezember 1942 in Köln; † 18. November 2019 in Büdingen/Wetteraukreis) war ein deutscher Bühnenbildner, Regisseur sowie langjähriger Intendant der Brüder Grimm Festspiele, früher Brüder-Grimm-Märchenfestspiele Hanau.

## Familie, Kindheit und Jugend
Dieter Stegmann war der Sohn von Alois und Agnes Stegmann, geb. Mager. Während des Zweiten Weltkrieges verbrachte er seine frühe Kindheit bei Verwandten seines Vaters in Klotten an der Mosel. Danach lebte er mit seinen Eltern und seinem Bruder Erwin in Köln, wo er nach der Mittleren Reife eine Lehre als Theatermaler begann. Er war in erster Ehe mit Karen Stegmann, geb. Houtrouw verheiratet; aus dieser Verbindung ging die Tochter Natali Stegmann hervor; die Tochter lebte nach der Scheidung beim Vater und dessen zweiter Ehefrau. In zweiter Ehe lebte Stegmann mit der Kostümbildnerin Ulla Röhrs; beide haben einen gemeinsamen Sohn, Marc Philippe Stegmann. Dieter Stegmann und Ulla Röhrs arbeiteten häufig zusammen.

## Bühnenbilder
Seine Ausbildung zum Bühnenbildner erhielt Dieter Stegmann in der Klasse des Schweizers Max Bignens an der Fachhochschule für Design in Köln. Sein erstes Engagement hatte er an den Städtischen Bühnen in Köln als Assistent von Casper Neher, Teo Otto, Wieland Wagner u. a. Es folgten je mehrere Jahre an den Städtischen Bühnen in Ingolstadt, Wilhelmshaven und Bielefeld sowie am Boulevard Theater Die Komödie in Frankfurt am Main. Weitere Engagements führten ihn u. a. nach Mannheim, Heidelberg, Düsseldorf, Wiesbaden, Essen, Braunschweig, Kaiserslautern, Luzern und Bern.

## Tätigkeit bei den Festspielen in Hanau
Dieter Stegmann war seit der Gründung der Hanauer Märchenfestspiele 1985 dabei. Zunächst arbeitete er an dem Freilichttheater als Bühnenbilder. Bevor er von 1992 bis 2006 die Festspielleitung übernahm, hatte er schon mehrere Stücke geschrieben und inszeniert. Unter seiner Leitung expandierten und professionalisierten sich die Festspiele. Es wurden mehr Aufführungen, u. a. Musicals, in den Spielplan aufgenommen, sowie ein eigenes Amphitheater in Betrieb genommen. Stegmann dramatisierte für die Festspiele 31 Märchen der Brüder Grimm und führte 38 Mal Regie; er war außerdem weiterhin als Bühnenbilder tätig. Unter seiner Leitung stiegen die Zuschauerzahlen von ca. 26.000 auf über 80.000 in der Saison.